# 黑格維爾 (阿肯色州)
黑格維爾（英語：Hagarville）是一個位於美國阿肯色州約翰遜縣的城鎮。

## 地理
黑格維爾的座標為35°30′56″N 93°19′30″W / 35.51556°N 93.32500°W，而該地的平均海拔高度為162米（即531英尺）。

## 人口
根據2020年美國人口普查的數據，黑格維爾的面積為10.79平方千米，當中陸地面積為10.74平方千米，而水域面積為0.05平方千米。當地共有人口142人，而人口密度為每平方千米13人。